# Solonytsivka
Solonytsivka (ukrainien : Солоницівка) est une commune urbaine de l'oblast de Kharkiv, en Ukraine. Elle compte 13 398 habitants en 2021.

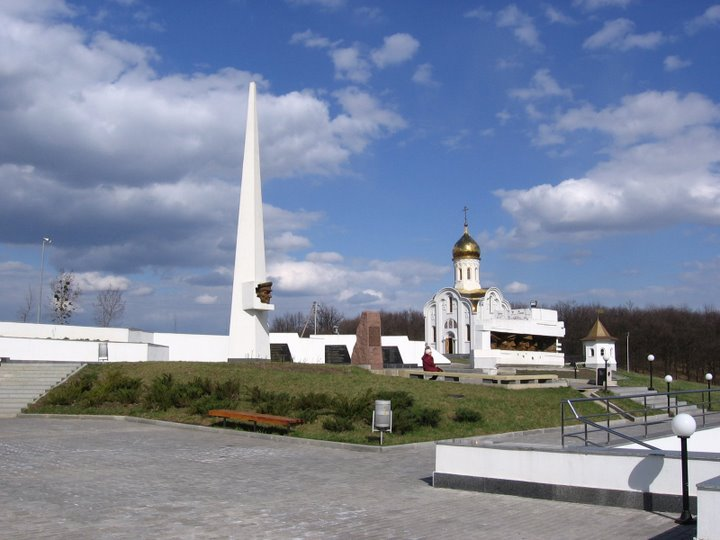
Monument au maréchal Koniev et église.

## Géographie
La commune est située sur la rive nord de la rivière Oudy, un affluent de la rivière Donets appartenant au bassin hydrographique du fleuve Don. La ville se trouve à 13 kilomètres à l'ouest de la ville de Kharkiv. Elle se situe juste en aval de la commune urbaine de Peressitchna sur la rivière Oudy, dont elle limitrophe.
Elle est située sur la ligne ferroviaire reliant Kharkiv à Poltava et est desservie par les gares de Kouriaj et Chpakivka.